# Kvalspelet till Europamästerskapet i fotboll 2016 (playoff)

## Playoff
De nio gruppvinnarna och grupptvåorna gick tillsammans med den bästa trean vidare till EM-slutspelet. De övriga åtta tvåorna spelade ett playoff-spel om de övriga fyra slutspelsplatserna. De parades ihop två och två och spelade mot varandra hemma och borta och segrarna gick till slutspelet. Lottningen som utfördes 13 oktober avgjorde vilka som skulle möta vilka. Det fanns en seedning enligt FIFA:s ranking så att de fyra bästa kom att möta någon av de sämsta. Sverige tillhörde de fyra bästa enligt FIFA:s ranking.
Playoff-matcherna spelades under 12–17 november 2015.

### Ranking av lag på tredjeplats
Det bästa av de lag som blivit trea i sin grupp gick direkt vidare till slutspelet.
För att avgöra vilket lag som var den bästa trean använde man sig av respektive lags resultat i gruppspelsomgången. Då grupperna var olika stora måste alla lag från grupper med sex lag räkna bort resultaten från den sjätteplacerade laget. När detta var gjort rankades lagen enligt följande:
1. Högsta poäng.
2. Bäst målskillnad.
3. Flest gjorda mål.
4. Flest gjorda mål på bortaplan.
5. Position i Uefas koefficient-system.
6. Fair play-ranking efter matcherna i fråga.
7. Lottdragning.

De övriga åtta treorna parades ihop två och två och spelade mot varandra hemma och borta och segrarna gick till slutspelet.

### Seedning
De åtta playofflagen seedades i enlighet med Uefas koefficient för landslag som byggde på landslagens prestation i detta EM-kval, VM 2014 (både huvudturnering och kval) samt EM 2012 (både huvudturnering och kval). Detta viktades så att 40% av poängen kom från detta kval, 40% från förra VM-turneringen och 20% från EM-turneringen 2012.
Lottningen gjordes 18 oktober 2015 där de seedade lagen (lottningsgrupp 1) lottades mot något av de oseedade lagen (lottningsgrupp 2).
| Lottningsgrupp 1 (seedad) | Koefficients | Rankning |
| ------------------------- | ------------ | -------- |
| Bosnien och Hercegovina   | 30,367       | 13       |
| Ukraina                   | 30,313       | 14       |
| Sverige                   | 29,028       | 16       |
| Ungern                    | 27,142       | 20       |

| Lottningsgrupp 2 (oseedad) | Koefficients | Rankning |
| -------------------------- | ------------ | -------- |
| Danmark                    | 27,140       | 21       |
| Irland                     | 26,902       | 23       |
| Norge                      | 26,439       | 25       |
| Slovenien                  | 25,441       | 26       |

### Matcher
| Lag 1                   | Totalt | Lag 2     | Möte 1 | Möte 2 |
| Ukraina                 | 3–1    | Slovenien | 2–0    | 1–1    |
| Sverige                 | 4–3    | Danmark   | 2–1    | 2–2    |
| Bosnien och Hercegovina | 1–3    | Irland    | 1–1    | 0–2    |
| Norge                   | 1–3    | Ungern    | 0–1    | 1–2    |

#### Första omgång
|               | 12 november 2015 | Norge | 0 – 1   | Ungern          | Ullevål                                                |                                                        |
| 20:45 (UTC+1) | 20:45 (UTC+1)    |       | (0 – 1) | Kleinheiser 26′ | Oslo Publik: 27 182 Domare: Mark Clattenburg (England) | Oslo Publik: 27 182 Domare: Mark Clattenburg (England) |
| 20:45 (UTC+1) | 20:45 (UTC+1)    |       |         |                 | Oslo Publik: 27 182 Domare: Mark Clattenburg (England) | Oslo Publik: 27 182 Domare: Mark Clattenburg (England) |
| 20:45 (UTC+1) | 20:45 (UTC+1)    |       |         |                 | Oslo Publik: 27 182 Domare: Mark Clattenburg (England) | Oslo Publik: 27 182 Domare: Mark Clattenburg (England) |

|               | 13 november 2015 | Bosnien och Hercegovina | 1 – 1   | Irland    | Bilino Polje                                         |                                                      |
| 20:45 (UTC+1) | 20:45 (UTC+1)    | Džeko 85′               | (0 – 0) | Brady 82′ | Zenica Publik: 12 000 Domare: Felix Brych (Tyskland) | Zenica Publik: 12 000 Domare: Felix Brych (Tyskland) |
| 20:45 (UTC+1) | 20:45 (UTC+1)    |                         |         |           | Zenica Publik: 12 000 Domare: Felix Brych (Tyskland) | Zenica Publik: 12 000 Domare: Felix Brych (Tyskland) |
| 20:45 (UTC+1) | 20:45 (UTC+1)    |                         |         |           | Zenica Publik: 12 000 Domare: Felix Brych (Tyskland) | Zenica Publik: 12 000 Domare: Felix Brych (Tyskland) |

|               | 14 november 2015 | Ukraina                      | 2 – 0   | Slovenien | Arena Lviv                                           |                                                      |
| 19:00 (UTC+2) | 19:00 (UTC+2)    | Jarmolenko 22′ Seleznjov 54′ | (1 – 0) |           | Lviv Publik: 32 592 Domare: Jonas Eriksson (Sverige) | Lviv Publik: 32 592 Domare: Jonas Eriksson (Sverige) |
| 19:00 (UTC+2) | 19:00 (UTC+2)    |                              |         |           | Lviv Publik: 32 592 Domare: Jonas Eriksson (Sverige) | Lviv Publik: 32 592 Domare: Jonas Eriksson (Sverige) |
| 19:00 (UTC+2) | 19:00 (UTC+2)    |                              |         |           | Lviv Publik: 32 592 Domare: Jonas Eriksson (Sverige) | Lviv Publik: 32 592 Domare: Jonas Eriksson (Sverige) |

|               | 14 november 2015 | Sverige                             | 2 – 1   | Danmark       | Friends Arena                                         |                                                       |
| 20:45 (UTC+1) | 20:45 (UTC+1)    | Forsberg 45′ Ibrahimović 50′ (str.) | (1 – 0) | Jørgensen 80′ | Solna Publik: 49 053 Domare: Nicola Rizzoli (Italien) | Solna Publik: 49 053 Domare: Nicola Rizzoli (Italien) |
| 20:45 (UTC+1) | 20:45 (UTC+1)    |                                     |         |               | Solna Publik: 49 053 Domare: Nicola Rizzoli (Italien) | Solna Publik: 49 053 Domare: Nicola Rizzoli (Italien) |
| 20:45 (UTC+1) | 20:45 (UTC+1)    |                                     |         |               | Solna Publik: 49 053 Domare: Nicola Rizzoli (Italien) | Solna Publik: 49 053 Domare: Nicola Rizzoli (Italien) |

#### Andra omgång
|               | 15 november 2015 | Ungern                           | 2 – 1   | Norge         | Groupama Arena                                                    |                                                                   |
| 20:45 (UTC+1) | 20:45 (UTC+1)    | Priskin 14′ Henriksen 83′ (sjm.) | (1 – 0) | Henriksen 87′ | Budapest Publik: 22 189 Domare: Carlos Velasco Carballo (Spanien) | Budapest Publik: 22 189 Domare: Carlos Velasco Carballo (Spanien) |
| 20:45 (UTC+1) | 20:45 (UTC+1)    |                                  |         |               | Budapest Publik: 22 189 Domare: Carlos Velasco Carballo (Spanien) | Budapest Publik: 22 189 Domare: Carlos Velasco Carballo (Spanien) |
| 20:45 (UTC+1) | 20:45 (UTC+1)    |                                  |         |               | Budapest Publik: 22 189 Domare: Carlos Velasco Carballo (Spanien) | Budapest Publik: 22 189 Domare: Carlos Velasco Carballo (Spanien) |

Ungern avancerade till huvudmästerskapet efter två vinstmatcher.
|               | 16 november 2015 | Irland                  | 2 – 0   | Bosnien och Hercegovina | Aviva Stadium                                               |                                                             |
| 19:45 (UTC±0) | 19:45 (UTC±0)    | Walters 24′ (str.), 70′ | (1 – 0) |                         | Dublin Publik: 50 500 Domare: Björn Kuipers (Nederländerna) | Dublin Publik: 50 500 Domare: Björn Kuipers (Nederländerna) |
| 19:45 (UTC±0) | 19:45 (UTC±0)    |                         |         |                         | Dublin Publik: 50 500 Domare: Björn Kuipers (Nederländerna) | Dublin Publik: 50 500 Domare: Björn Kuipers (Nederländerna) |
| 19:45 (UTC±0) | 19:45 (UTC±0)    |                         |         |                         | Dublin Publik: 50 500 Domare: Björn Kuipers (Nederländerna) | Dublin Publik: 50 500 Domare: Björn Kuipers (Nederländerna) |

Irland avancerade till huvudmästerskapet efter en vinst och en oavgjord match.
|               | 17 november 2015 | Slovenien | 1 – 1   | Ukraina          | Ljudski vrt                                           |                                                       |
| 20:45 (UTC+1) | 20:45 (UTC+1)    | Cesar 11′ | (1 – 0) | Jarmolenko 90+7′ | Maribor Publik: 12 702 Domare: Cüneyt Çakır (Turkiet) | Maribor Publik: 12 702 Domare: Cüneyt Çakır (Turkiet) |
| 20:45 (UTC+1) | 20:45 (UTC+1)    |           |         |                  | Maribor Publik: 12 702 Domare: Cüneyt Çakır (Turkiet) | Maribor Publik: 12 702 Domare: Cüneyt Çakır (Turkiet) |
| 20:45 (UTC+1) | 20:45 (UTC+1)    |           |         |                  | Maribor Publik: 12 702 Domare: Cüneyt Çakır (Turkiet) | Maribor Publik: 12 702 Domare: Cüneyt Çakır (Turkiet) |

Ukraina avancerade till huvudmästerskapet efter en vinst och en oavgjord match.
|               | 17 november 2015 | Danmark                        | 2 – 2   | Sverige              | Parken                                                     |                                                            |
| 20:45 (UTC+1) | 20:45 (UTC+1)    | Poulsen 82′ Verstergaard 90+1′ | (0 – 1) | Ibrahimović 19′, 76′ | Köpenhamn Publik: 36 051 Domare: Martin Atkinson (England) | Köpenhamn Publik: 36 051 Domare: Martin Atkinson (England) |
| 20:45 (UTC+1) | 20:45 (UTC+1)    |                                |         |                      | Köpenhamn Publik: 36 051 Domare: Martin Atkinson (England) | Köpenhamn Publik: 36 051 Domare: Martin Atkinson (England) |
| 20:45 (UTC+1) | 20:45 (UTC+1)    |                                |         |                      | Köpenhamn Publik: 36 051 Domare: Martin Atkinson (England) | Köpenhamn Publik: 36 051 Domare: Martin Atkinson (England) |

Sverige avancerade till huvudmästerskapet efter en vinst och en oavgjord match.